# Iván Moro
Iván Moro Fernández (Madrid, 25 de dezembro de 1974) é um ex-jogador de polo aquático espanhol, campeão olímpico.

## Carreira
Iván Moro fez parte da geração de ouro do polo aquático espanhol, que conquistou o ouro em Atlanta, 1996.